# قره‌اولی، قسطمونی
قره‌اِولی (به ترکی استانبولی: Karaevli) یک منطقهٔ مسکونی در ترکیه است که در قسطمونی واقع شده‌است.